# Tourismus in der Schweiz

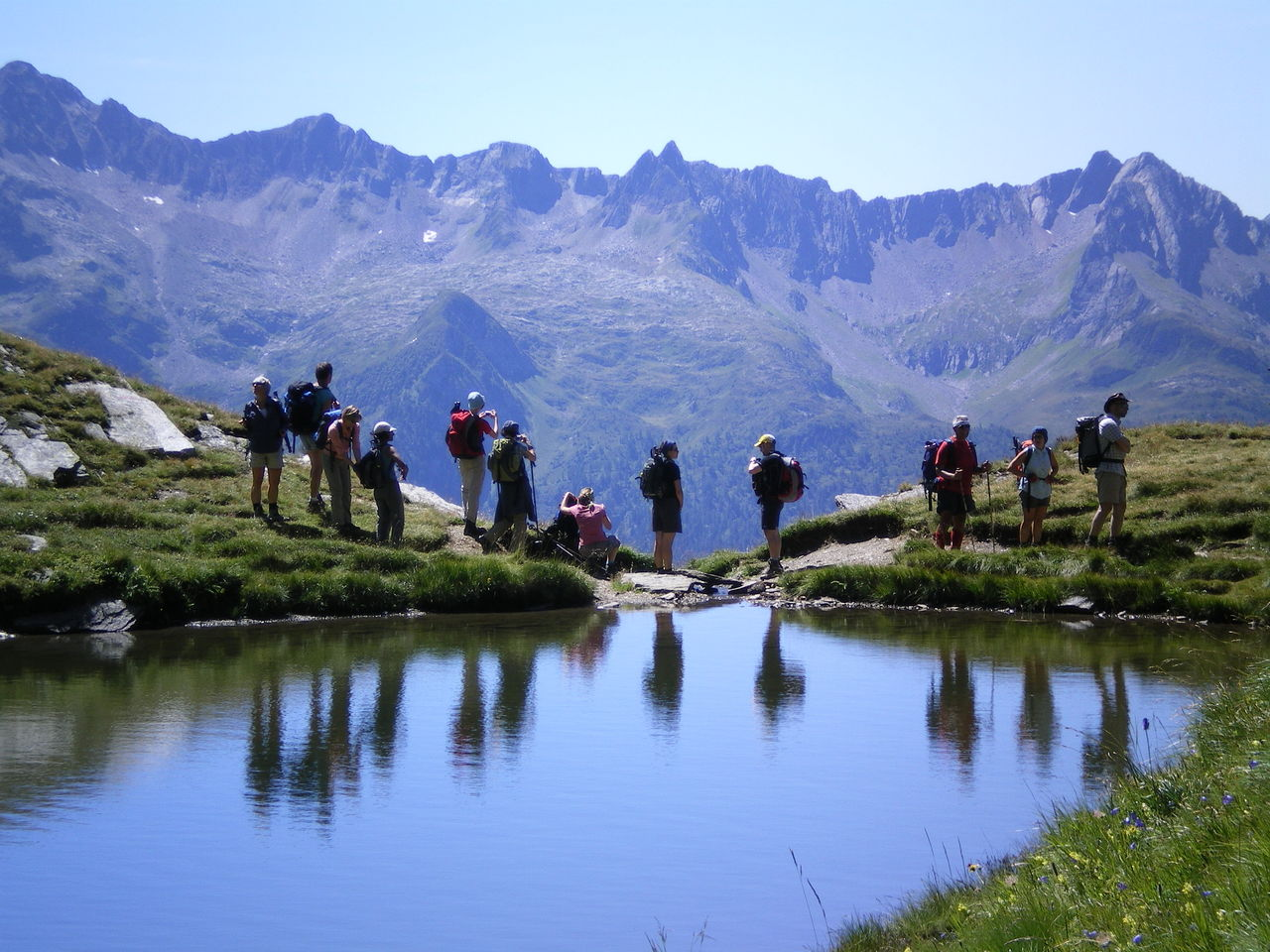
Wanderer in der Leventina

Der Tourismus ist in der Schweiz ein wichtiger Wirtschaftszweig. Als Destination wird dieser durch die Alpen, die grosse Schönheit vieler Landesteile, der guten Infrastruktur und der zentralen Lage in Europa begünstigt. Eine noch vor 200 Jahren als feindselige und schwer zugänglich erscheinende Natur und Landschaft bildet heute die Grundlage des Schweizer Tourismus. Jedoch trägt dieser auch zum Biodiversitätsverlust in der Schweiz bei und verursacht laut einem Bericht des Bundesamtes für Raumentwicklung rund ein Viertel des Personenverkehrs in der Schweiz.
Im Travel and Tourism Competitiveness Report 2017 des World Economic Forum belegt das Land Platz 10 von 136 Ländern, als einzige Schwäche gilt das hohe Preisniveau der Schweiz.

## Wirtschaftliche Bedeutung

### Wirtschaftsleistung und Wertschöpfung
| Herkunftsland   | Anteil in Prozent |
| --------------- | ----------------- |
| Schweiz         | 56.8              |
| Deutschland     | 12.5              |
| Grossbritannien | 3.0               |
| USA             | 3.0               |
| Niederlande     | 2.9               |
| Frankreich      | 2.8               |
| China           | 2.4               |
| Italien         | 1.9               |
| Belgien         | 1.7               |
| Indien          | 1.1               |

Der Umsatz der Branche betrug 2013 knapp 35 Milliarden Franken, wobei der klassische Tourismus – Beherbergung und Verpflegung in Gaststätten und Hotels (Gastronomie und Hotellerie) – zwei Drittel des Umsatzes generiert.
Gäste aus dem Ausland haben im Jahr 2011 15,6 Milliarden Franken in der Schweiz ausgegeben. Mit 5,2 % der gesamten Exporteinnahmen im Jahr 2011 ist der Tourismus damit die viertgrösse Exporteinnahmequelle der Schweiz, direkt hinter der chemischen Industrie, der Metall- und Maschinenindustrie sowie der Uhrenindustrie. Seit Jahren weist die Fremdenverkehrsbilanz zudem einen aktiven Saldo aus (2011 z. B. 3,2 Milliarden Franken), das heisst, die ausländischen Reisenden in der Schweiz geben mehr aus als Schweizer Reisende im Ausland.
2016 schrieben 65,4 % aller Gastbetriebe Verlust; und auch die Tourismusbilanz war erstmals seit langem negativ mit 300 Mio. Schweizerfranken. 2017 betrug das Defizit noch 122 Millionen Franken.
Insgesamt ist der Tourismus in seiner Bedeutung zur Zeit abnehmend, 2012 betrug der direkte Anteil am Bruttoinlandsprodukt (BIP) nurmehr 2,6 % (bei etwa 200'000 Beschäftigten), in der Gesamtwertschöpfung mit Folgewirkung bei etwa um 8 %.
Der Beschäftigtenanteil sank von 5,7 % in 2003 (Hotels und Restaurants) auf 4,4 % in 2012. Gerade für die strukturschwächeren Alpenkantone ist Fremdenverkehr aber noch immer von zentraler Bedeutung. Prognosen sehen den Sektor mittelfristig wieder steigend.

### Beherbergungen
2024 wurde mit 42,8 Millionen Hotelübernachtungen ein neuer Höchststand verzeichnet. Der bisherige Rekord aus dem Vorjahr lag bei 41,8 Millionen Logiernächten. Der vorherige Rekord aus dem Jahr 2019 lag bei 39,6 Millionen Logiernächten. 2020 sind die Logiernächte coronabedingt um 40,0 % auf 23,7 Millionen gesunken. Dies ist der tiefste Wert seit Ende der 1950er-Jahre. 2021 wurden 29,6 Millionen Logiernächte verzeichnet und 2022 38,2 Millionen. Zu den beliebtesten Urlaubszielen zählen unter anderem die Orte Zürich, Genf, Zermatt, Luzern, Basel, Davos, Lausanne, St. Moritz, Bern, Interlaken, Lugano und Grindelwald. 2012 wurden 34,8 Millionen Hotelübernachtungen in 4'742 Betrieben verzeichnet. Es standen 246'951 Gästebetten zur Verfügung. Die Hotelübernachtungen gingen 2012 um 2 % gegenüber 2011 zurück. Die inländische Nachfrage lag bei 15,7 Millionen Logiernächten. Die ausländischen Gäste generierten 19,1 Millionen Logiernächte, was einem Rückgang von 3,3 % entspricht. Die grösste ausländische Nachfrage verbuchten die deutschen Gäste mit 4,6 Millionen Logiernächten (−11 % gegenüber 2011). Es folgen das Vereinigte Königreich mit 1,5 Millionen Logiernächten (−9,1 %) und die Vereinigten Staaten mit ebenfalls 1,5 Millionen Einheiten (+2,2 %). 3,3 Millionen Logiernächte wurden von Gästen aus Asien, besonders aus China, Japan und Indien, generiert. Zwischen 2008 und 2012 stieg die Hotellerienachfrage der Besucher aus Asien und den arabischen Ländern stark an. Arabische Touristen geben durchschnittlich 410 Euro am Tag aus, Chinesen 290 Euro, Deutsche 120 Euro.
| Kanton/Region         | Logiernächte | Ankünfte  |
| --------------------- | ------------ | --------- |
| Graubünden            | 5'052'225    | 1'770'000 |
| Bern                  | 4'963'424    | 2'470'000 |
| Zürich                | 4'812'869    | 3'080'000 |
| Wallis                | 3'887'345    | 1'480'000 |
| Genf                  | 2'939'168    | 1'430'000 |
| Waadt                 | 2'655'696    | 1'220'000 |
| Tessin                | 2'313'039    | 1'100'000 |
| Luzern                | 1'919'902    | 1'880'000 |
| Basel-Stadt           | 1.662.938    |           |
| St. Gallen/Ostschweiz | 1'030'646    | 910'000   |

## Geschichte
Eine der ersten Reiseberichte über Land und Leute publizierte 1611 Thomas Coryat in seinem Buch Coryat’s Crudities: Hastily gobled up in Five Moneths Travels in France, Savoy, Italy, Rhetia commonly called the Grisons country, Helvetia alias Switzerland, some parts of high Germany and the Netherlands. Coryat hatte 1608 zu Fuss während zehn Tagen die Schweiz bereist und dabei Chur, Walenstadt, Zürich, Baden, Rheinfelden und Basel besucht. Er beschrieb besonders auch die Lebensweise der Bewohner.

### Anfänge im 19. Jahrhundert

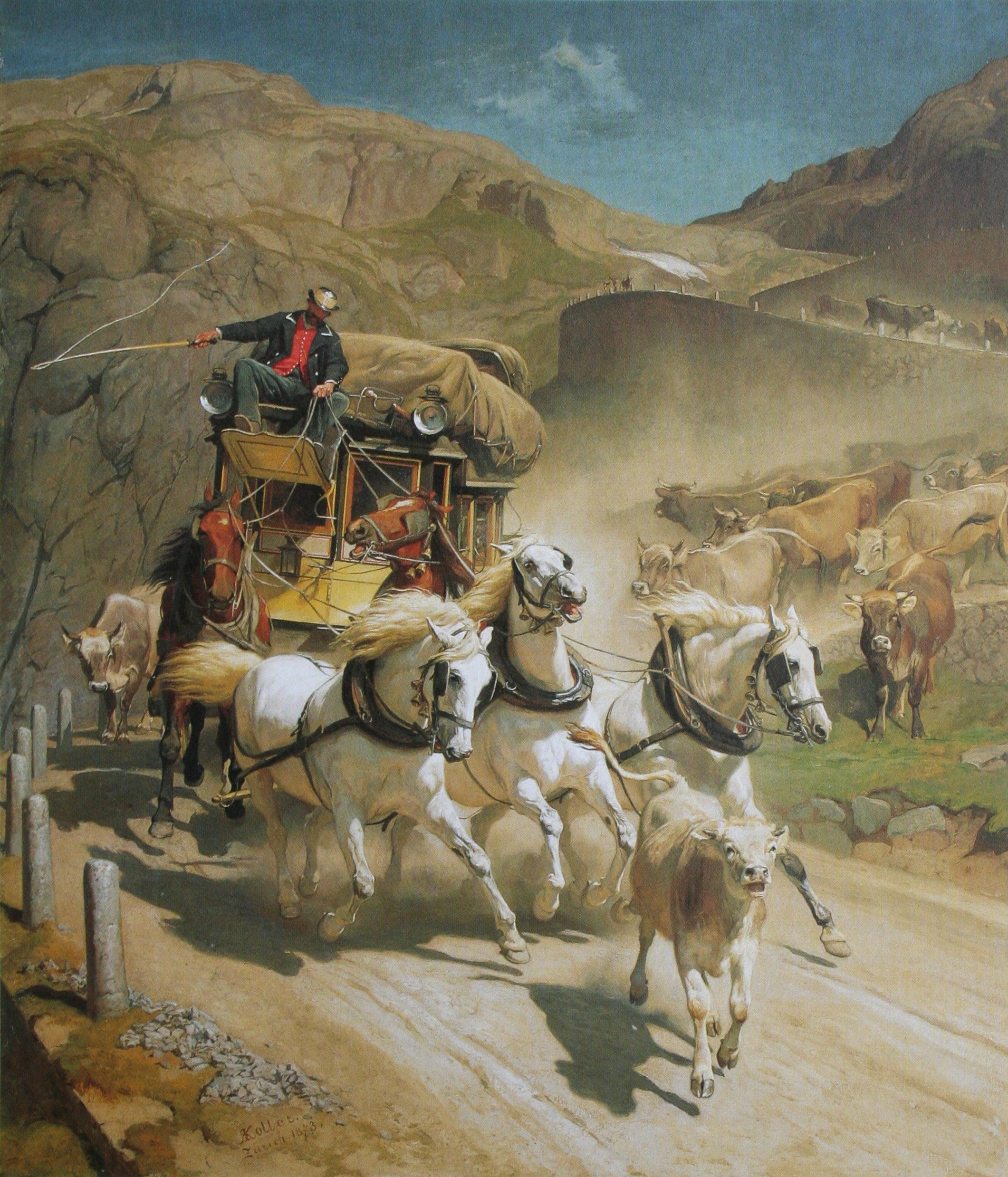
«Die Gotthardpost»; Gemälde von Rudolf Koller, 1873

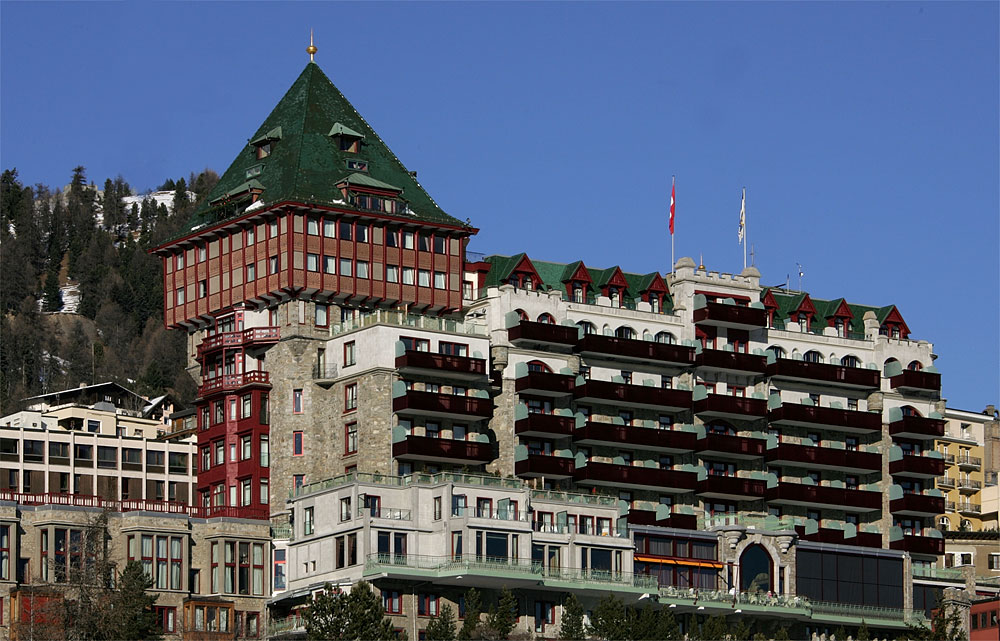
Hotel Badrutt’s Palace

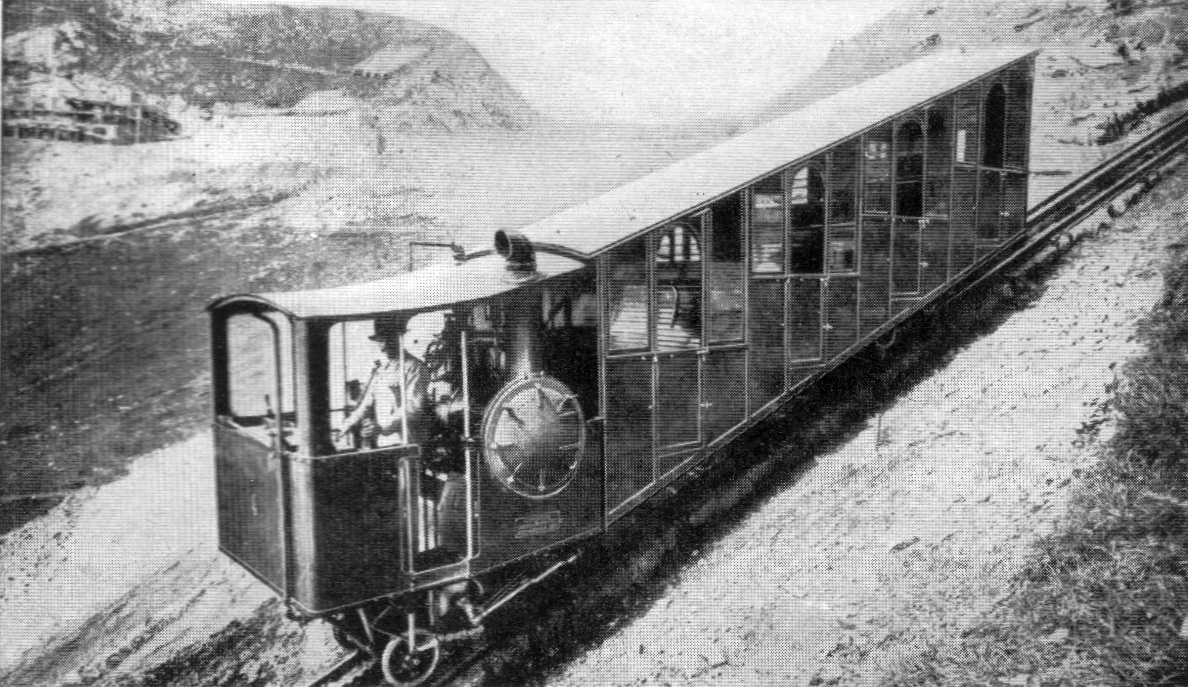
Pilatusbahn, um 1910

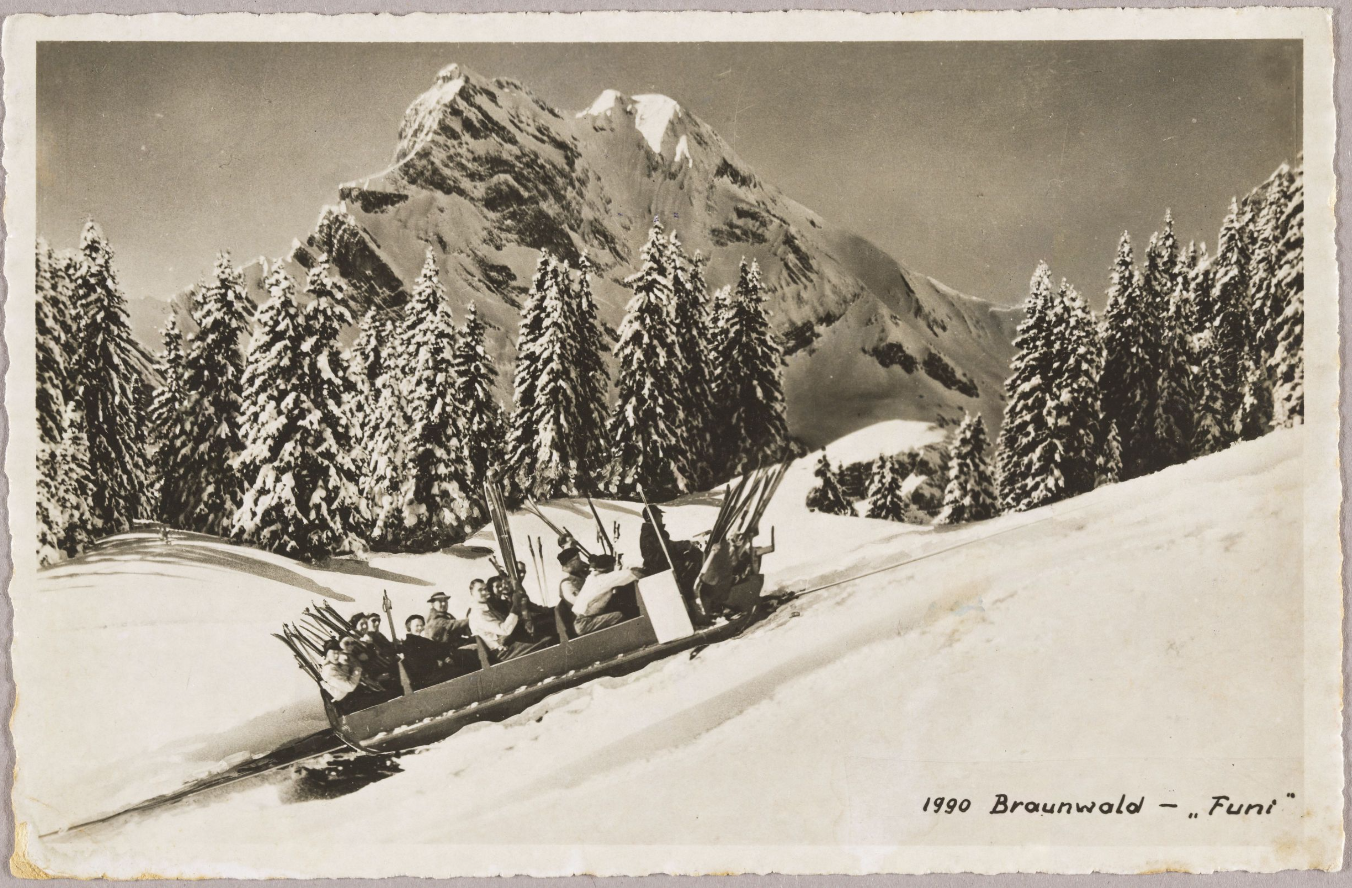
Funi-Schlitten in Braunwald (GL), um 1940

Die Geschichte des Schweizer Tourismus beginnt gegen Ende des 18. Jahrhunderts und ist eng mit der Entdeckung und Erschliessung der Alpen verbunden. Zu dieser Zeit war es für Söhne des englischen Adels üblich, sich auf der sogenannten Grand Tour durch Europa weiterzubilden. Die Reisen führten auch durch die Schweiz. Dadurch wuchs die Bekanntheit und Beliebtheit der Alpen und der Schweiz. Die Erzählungen von Johann Wolfgang von Goethe, der nach seiner Schweizreise Friedrich Schiller zu seinem Wilhelm Tell inspirierte, trugen ihr Übriges dazu bei. Ab Ende des 18. Jahrhunderts war es üblich, den Tourismus mit der Alpenbegeisterung gleichzusetzen. Die Reiselust blieb indes vorerst einer kleinen, aber wohlhabenden Elite vorbehalten. Die Verkehrswege waren zu dieser Zeit noch unsicher und beschwerlich, und Hotels noch unbekannt. Die Revolutionswirren während der napoleonischen Kriege erschwerten ausgedehnte Reisen.
1835 wurde mit der Bellevue das erste Dampfschiff auf dem Thunersee für Touristen in Betrieb genommen. Durch die aufkommende Eisenbahn (→ Geschichte der Schweizer Eisenbahn) und den Ausbau des Strassennetzes, insbesondere auch der Alpenpässe (→ Liste der Pässe in der Schweiz), wurden die Reisen vom Ausland zu den Schweizer Alpen bedeutend einfacher. Mit der Lancierung von Pauschalreisen durch die Schweiz leistete Thomas Cook 1863 Pionierarbeit für den Schweizer Tourismus. Zahlreiche Hotels wurden in dieser Zeit in der Schweiz eröffnet, so 1834 das Hôtel des Bergues in Genf, 1835 das Hotel Schwanen in Luzern, 1838 das Baur en Ville in Zürich, 1842 das Hotel Drei Könige in Basel, 1859 der Schweizerhof in Bern und 1865 das Euler in Basel.
Bereits in der ersten Hälfte des 19. Jahrhunderts waren Hotelpioniere zu finden, die in Städten und an wenigen touristischen Standorten ihre Hotels zum Blühen brachten. Nebst diesen stechen diejenigen hervor, die ihre Gasthäuser in Hochtälern errichteten, als diese Standorte verkehrsmässig noch nicht erschlossen waren. Ein solcher Pionier mit Visionen war etwa Alexander Seiler in Zermatt. Mit seinen Investitionen in die Transitstation Gletsch ist Seiler ein Beispiel für jene Hotelpioniere, die das touristische Potenzial der verkehrstechnischen Entwicklung eines Standorts erkannten. Funktionierten die früheren Gaststätten noch als Absteigequartier, das man auf einer Durchreise aufsuchte, wollten die moderneren Hoteliers nicht primär Reisende anziehen, sondern Touristen für ihren Ferienaufenthalt im Hotel gewinnen.
St. Moritz im Engadin war im Vergleich zu Interlaken oder Luzern abgelegen und nur schwerer erreichbar. Um für sein 1856 erbautes «Engadiner Kulm» auch im Winter Gäste zu gewinnen, schloss der Hotelier Johannes Badrutt im Herbst 1864 mit sechs englischen Gästen eine Wette ab: Er lud sie ein, Weihnachten in seinem Hotel zu verbringen und versprach, dass sie bei Sonnenschein hemdsärmelig auf seiner Terrasse sitzen könnten. Sollte er Unrecht haben, würde er zusätzlich die Reisekosten von London nach St. Moritz übernehmen. Die Engländer kamen, sonnten sich und kehrten erst an Ostern in die Heimat zurück. Die Mundpropaganda lockte weitere Touristen an. Der Wintertourismus war lanciert. Im Jahr 1879 brannte im Speisesaal des St. Moritz Kulms die erste Glühbirne der Schweiz.
Wegen der heilenden Wirkung des Hochgebirgsklimas wurde 1841 in Davos eine Anstalt für halsdrüsenerkrankte und schwindsüchtige Kinder eröffnet, und ab 1853 galt das Heilklima in Davos als sicheres Mittel gegen die Tuberkulose. In der Folge wurde eine Vielzahl von Sanatorien in den Schweizer Bergdörfern errichtet, die sich nun als Luftkurorte bewarben.

### Aufkommender Alpinismus
Wagemutige Alpinisten begannen ab 1800, das Schweizer Hochgebirge zu bezwingen. Nach der Erstbesteigung der Jungfrau folgten viele weitere Erstbesteigungen. Ein dramatischer und tragischer Höhepunkt war 1865 die Erstbesteigung des Matterhorns durch den Briten Edward Whymper. Die durch wohlhabende britische Bergsteiger geprägten Jahre zwischen 1854 und 1865 werden als die «goldenen Jahre des Alpinismus» bezeichnet. 1863 wurde der Schweizer Alpen-Club (SAC) gegründet.

### Belle Époque
Der 1882 eröffnete Gotthardeisenbahntunnel verkürzte die Reisezeiten vom ganzen Kontinent her bis hinauf zu den Gipfeln weiter. In der Folge wurden zwischen 1888 und 1914 40 Seil- und 13 Zahnradbahnen errichtet, so z. B. die Pilatusbahn, die Gornergratbahn und die Jungfraubahn. Die Hotelzahl, insbesondere auch der Grandhotels, verdoppelte sich von ca. 1700 auf über 3500 und Orte wie Luzern, Montreux, Interlaken, Zermatt und St. Moritz entwickelten sich zu weltberühmten Reisezielen. In dieser Zeit, der sogenannten Belle Époque, erlebte der Schweizer Tourismus einen ersten Höhepunkt. Der Ausbruch des Ersten Weltkriegs setzte der Glanzzeit ein jähes Ende.
Ab dem 19. Jahrhundert entstanden besonders in Davos und in Leysin zahlreiche für Tuberkulose spezialisierten Höhenkliniken. An Tuberkulose erkrankte Personen aus ganz Europa fuhren für Wochen oder Monate in die Schweizer Berge zur Heilung. Der deutsche Schriftsteller Thomas Mann schuf mit seinem Roman „Der Zauberberg“ ein literarisches Denkmal für Davos.

### 20. Jahrhundert
Besonders nach 1909 wurde die sogenannte Rigikrankheit vermehrt ein Thema, ein Brechdurchfall, ausgelöst durch Coli-Bakterien in der Trinkwasserfassung. Teilweise erkrankten auf der Rigi bis zu 50 Prozent der Gäste.
Bis 1950 hemmten zahlreiche Faktoren wie die schlechte Wirtschaftslage, sinkende Einkommen, Wechselkurse und Grenzformalitäten den Tourismus. Sobald sich die Konjunktur besserte, zog der Tourismus wieder an, so in den Jahren 1923, 1926–29, 1936–39 und 1944–48. In der Zwischenkriegszeit fand der Wintersport immer mehr Anhänger. Die Hoteliers konnten dadurch die bisher auf etwa vier Monate beschränkte Saison verlängern. Die in St. Moritz in den Jahren 1928 und 1948 stattgefundenen Olympischen Winterspiele förderten den Wintertourismus weiter. 1934 wurde in Davos der weltweit erste Bügelskilift in Betrieb genommen.
Durch den nach dem Zweiten Weltkrieg einsetzenden beispiellosen Wirtschaftsboom konnte auch die Schweiz mit vom wachsenden Massentourismus profitieren. Zwar erlitt der Tourismus in der Schweiz ab 1973 kleinere Einbrüche, entwickelte sich insgesamt jedoch positiv. Phasen von Rückgang wechselten mit Phasen von Aufschwung ab.

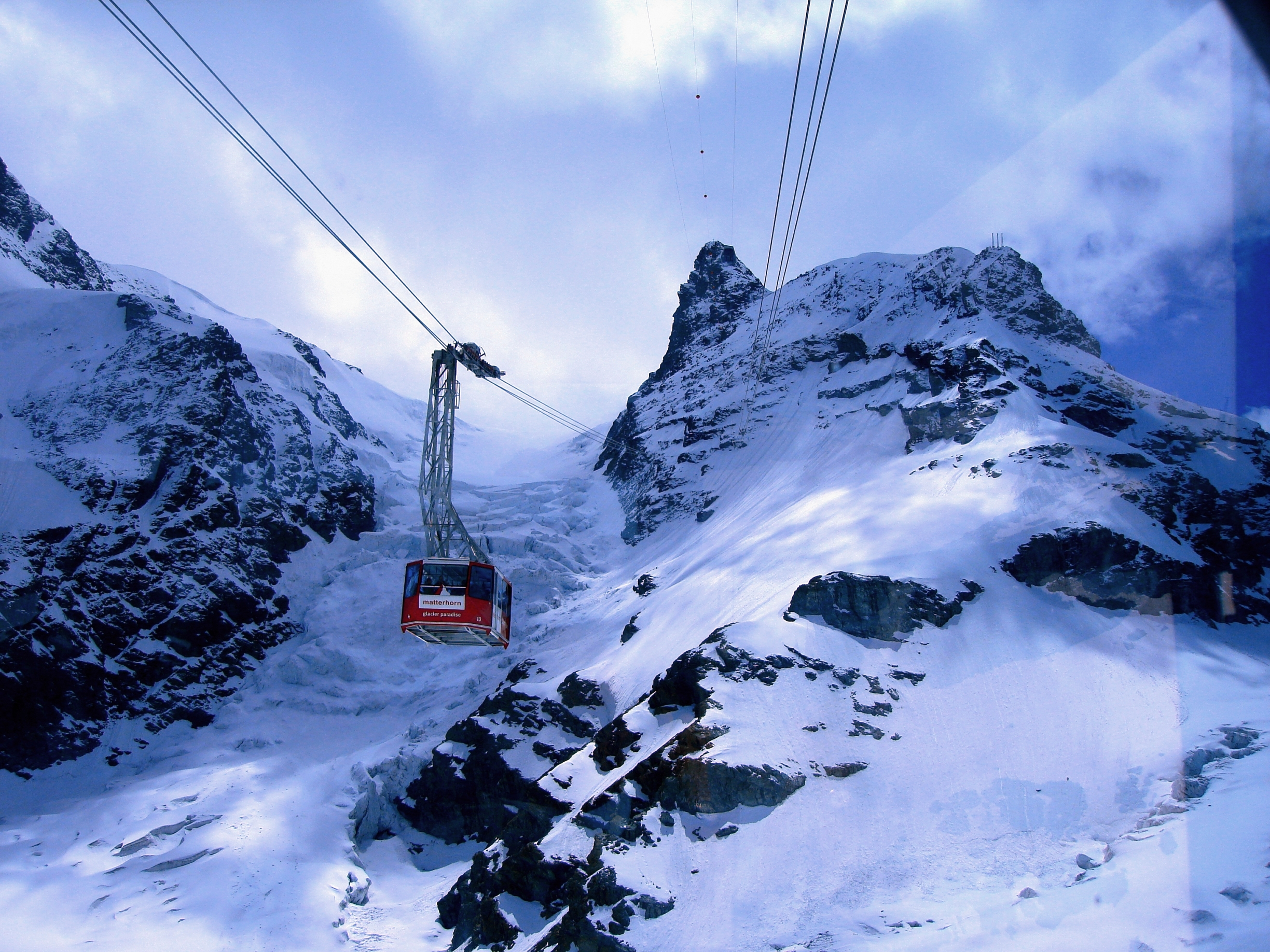
Die Luftseilbahn aufs Kleine Matterhorn

Besonders in den 1960er und 1970er Jahren wurden in den Alpen die Skigebiete mit neuen Bahn- und Liftanlagen erschlossen (→ Liste der Skigebiete in der Schweiz), so z. B. auch die Bahn auf das Kleine Matterhorn (3883 m ü. M.). Das Kleine Matterhorn ist Teil des Sommerskigebiets von Zermatt, das grösste und höchstgelegene seiner Art in Europa. Die Voralpen und Alpen sind nun für den Massentourismus im Sommer wie im Winter sehr gut erschlossen. Auf viele Gipfel führen Bergbahnen, auf Seen und Flüssen verkehren Ausflugsschiffe und dem Langsamverkehr (Wanderer, Fahrradfahrer und Mountainbikefahrer) steht ein flächendeckendes, gut ausgebautes Wegnetz zur Verfügung. 1978 wurde in Savognin die erste grossflächige Schneeanlage Europas in Betrieb genommen, woraufhin Schneekanonen in jedem grösseren Skigebiet zum Standard wurden.
Der Schweizer Tourismus musste sich jedoch gegen Ende des Jahrtausends zunehmend auch gegen eine starke Konkurrenz im Ausland behaupten. Deshalb wurde auch vermehrt um zahlungsfähige Touristen aus asiatischen Ländern wie Japan, China und Indien geworben und spezielle Angebote für diese Kundschaft entwickelt. Mit neuen Spasssportarten – vom Snowboarden bis zu Natur- und Extremsportaktivitäten – wurde die Angebotspalette erweitert. Dieser Trend gab vielen Bergsportorten neuen Auftrieb.
Viele Hotels, besonders in städtischen Gebieten, haben sich auf den rentablen Geschäftstourismus konzentriert.

### 21. Jahrhundert

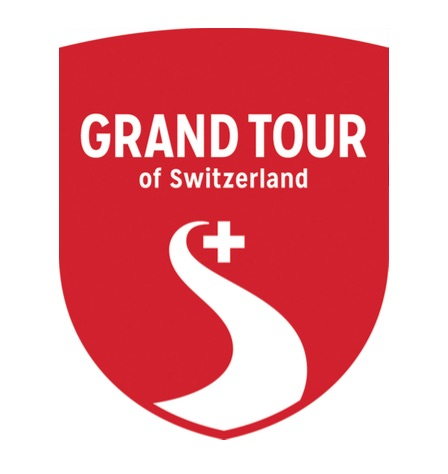
Logo der Grand Tour of Switzerland

Auch wenn die Schweiz ein beliebtes Reiseziel blieb, musste sich die Branche zu Beginn des 21. Jahrhunderts immer mehr gegen eine günstigere ausländische Konkurrenz behaupten. Viele Schweizer zog es für die Ferien ins Ausland. Nach wie vor ist die Tourismusindustrie ein wichtiger Zweig der Schweizer Wirtschaft. Die Bewohner ganzer Täler sind direkt oder indirekt vom Tourismus abhängig. Seit der Finanzkrise und besonders seit der Eurokrise leidet die Branche am vergleichsweise starken Franken. Ferien in der Schweiz sind für ausländische Touristen teurer, und für Schweizer wurden Reisen in entfernte Destinationen erschwinglicher. Um weniger abhängig von Touristen aus dem Euro- und Dollarraum zu sein, werden Touristen aus aufstrebenden Ländern wie zum Beispiel Indien oder China weiter mit viel Aufwand umworben.
Auch der Klimawandel stellt den Wintertourismus vor ernsthafte Probleme: Tiefer gelegene Skigebiete leiden bereits heute unter schneearmen Wintern.
In Anlehnung an die Grand Tour des 18. Jahrhunderts lancierte Schweiz Tourismus und ein privater Trägerverein 2015 die Ferienstrasse Grand Tour of Switzerland.
Im Jahr 2016 belegte die Schweiz gemäss dem Global Peace Index den siebten Platz auf der Rangliste der sichersten Länder der Welt.
Im Jahr 2020 stellte die Corona-Pandemie den Schweizer Tourismus vor neue Herausforderungen. Zur Bekämpfung der Pandemie wurden Mitte März 2020 alle Skigebiete geschlossen. Schweiz Tourismus will möglichst rasch wieder für den internationalen Tourismus werben und hat dazu bereits im April 2020 40 Millionen Franken beim Bund beantragt. Während die Hotellerie leidet, konnten andere Angebote wie Ferienwohnungen einen starken Zuwachs verzeichnen. Am 4. Dezember 2020 hat Bundeskanzler Walter Thurnherr eine Eröffnungsrede für die V-Bahn in Grindelwald gehalten. Die Stiftung Landschaftsschutz Schweiz sieht im Eiger Express kein zukunftsweisendes Bauwerk, sondern ein Zeichen einer aus der Zeit gefallenen Tourismusstrategie. Infolge der Coronakrise forderte die Tourismusbranche im Mai 2021 Unterstützung durch den Bund für die kommenden Jahre in Milliardenhöhe. Der Präsident von Seilbahnen Schweiz Hans Wicki spricht von drei Milliarden Franken. Am 1. September 2021 hat der Bundesrat 60 Millionen Franken gesprochen, um unter anderem wieder mehr internationale Gäste anzulocken.

## Tourismusregionen und Sehenswürdigkeiten
Die Schweizer Alpen bilden einen der Hauptanziehungspunkte des weltweiten Fremdenverkehrs, wobei das Matterhorn im Kanton Wallis der bekannteste Berg der Alpen ist. Es gibt zahlreiche Wintersportgebiete (siehe Liste der Skigebiete in der Schweiz). Im Engadin im Kanton Graubünden, das im Südosten der Schweiz liegt, gibt es seit 1914 einen Schweizer Nationalpark. Zudem wurde 2001 das Gebiet Jungfrau-Aletsch-Bietschhorn in den Kantonen Bern und Wallis in die Liste des UNESCO-Weltnaturerbes eingetragen.
Schweizer Städte wie Zürich, Genf, Basel, Bern, Lausanne, Luzern und St. Gallen mit internationaler Bedeutung und grossem kulturellen Angebot ziehen zunehmend Touristen aus aller Welt an.
Die meistbesuchten Sehenswürdigkeiten der Schweiz mit Eintritt waren im Jahr 2013:
- Zoo Basel (1,9 Mio. Besucher)
- Löwendenkmal, Kanton Luzern (1,4 Mio. Besucher)
- Rheinfall bei Neuhausen, Kantone Schaffhausen und Zürich (1,3 Mio. Besucher)
- Zoo Zürich (1,1 Mio. Besucher)
- Säntispark in Abtwil, Kanton St. Gallen (928'000 Besucher)
- Natur- und Tierpark in Goldau, Kanton Schwyz (859'000 Besucher)
- Verkehrshaus Luzern (710'424 Besucher)
- Maison Cailler in Broc, Kanton Freiburg (368'000 Besucher)
- Château de Chillon bei Montreux, Kanton Waadt (349'000 Besucher)
- Fondation Beyeler in Riehen bei Basel (335'000 Besucher)
- Swiss Aqua Parc in Le Bouveret, Kanton Wallis (315'000 Besucher)

## SchweizMobil

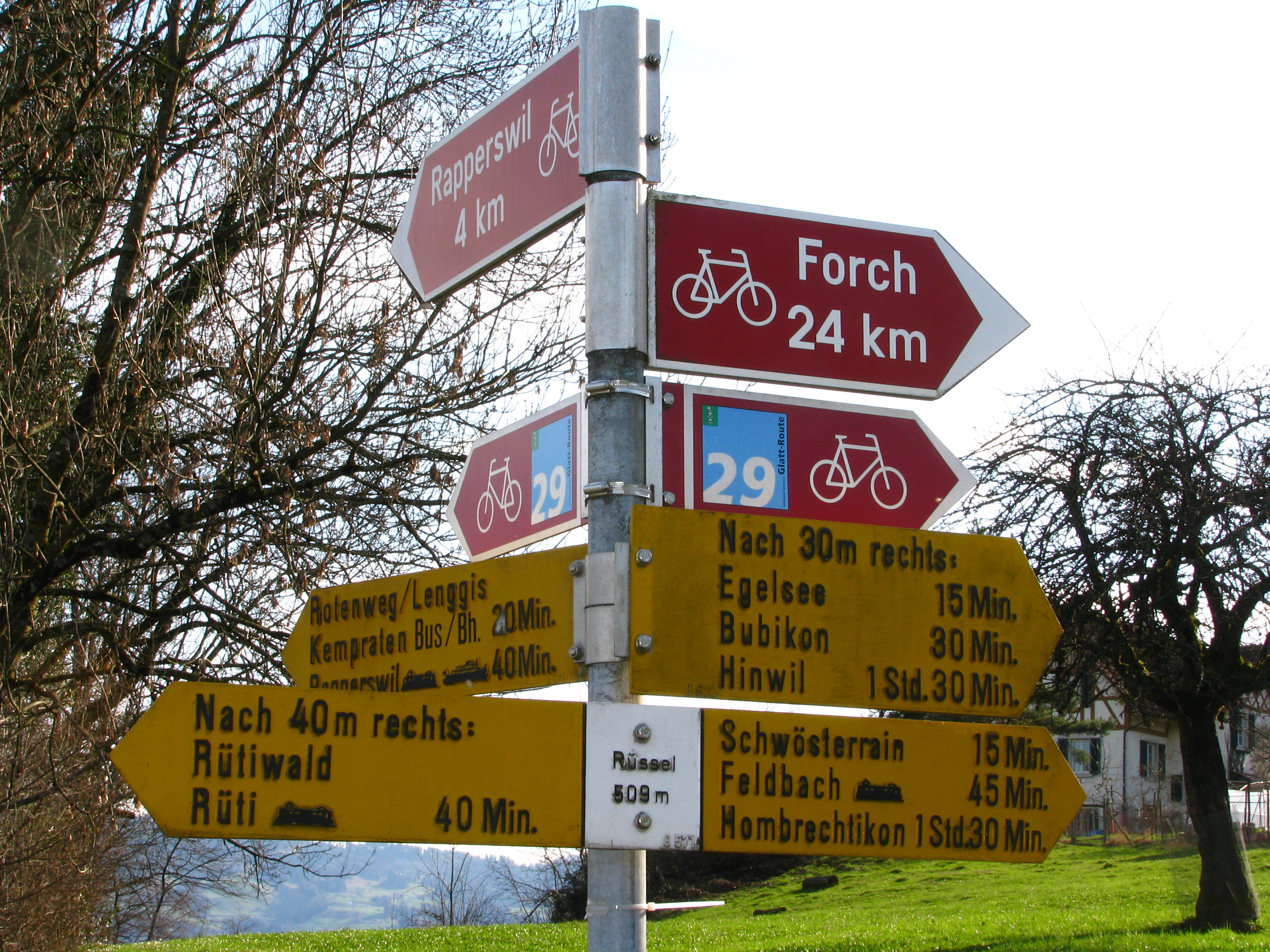
Standardisierte Wegweiser für Wanderer (gelb) und Velofahrer (weinrot)

Mit SchweizMobil verfügt die Schweiz über ein in der Welt einzigartiges, einheitlich signalisiertes dichtes Netz von Routen für Wanderer, Velofahrer (Fahrradfahrer), Mountainbiker, Inline Skater, Kanufahrer, Schneeschuläufer, Langläufer und Schlittenfahrer.
SchweizMobil besteht aus den jeweiligen Themen-Ländern:
Sommer
- Wanderland Schweiz
- Veloland Schweiz
- Mountainbikeland Schweiz
- Skatingland Schweiz
- Kanuland Schweiz
- Hindernisfreie Wege

Winter
- Winterwandern
- Schneeschuhwandern
- Langlaufen
- Schlitteln

## Vermarktung

### Schweiz Tourismus und Schweizer Tourismus-Verband
Der Schweizer Tourismus-Verband vertritt als Dachorganisation auf allen politischen Ebenen die tourismuspolitischen Interessen und Zielsetzungen sowie ein dynamisches und zukunftsgerichtetes Bild der Tourismusdestination und dessen Leistungsträgern. Der Auftrag von Schweiz Tourismus, ein Unternehmen des öffentlichen Rechts des Bundes, besteht darin, die touristische Nachfrage nach der Schweiz als Reise-, Ferien- und Kongressland sowohl im In- wie auch im Ausland zu fördern, beispielsweise durch nationale und internationalen Werbekampagnen.
Dafür wird Schweiz Tourismus mit jährlich rund 50 Mio. CHF Bundessubventionen entschädigt.

### Kantone
Auch auf kantonaler Ebene wird entsprechende Tourismuspolitik betrieben. Zum Beispiel erhält die Made in Bern AG als Dachmarketingorganisation des Kantons Bern für die Jahre 2020 bis 2023 einen jährlichen Förderbeitrag von 2,5 Millionen Franken zugesprochen. Daneben sind für die Tourismusmarketingunternehmen Bern Welcome sowie Tourismus Jura Drei Seen Land / Jura bernois Tourisme zusätzliche Beiträge bewilligt worden. Der Kanton Solothurn (Solothurn Tourismus) spannt seit 2021 verstärkt mit dem Kanton Aargau (Aargau Tourismus) zusammen.

### Präsenz Schweiz

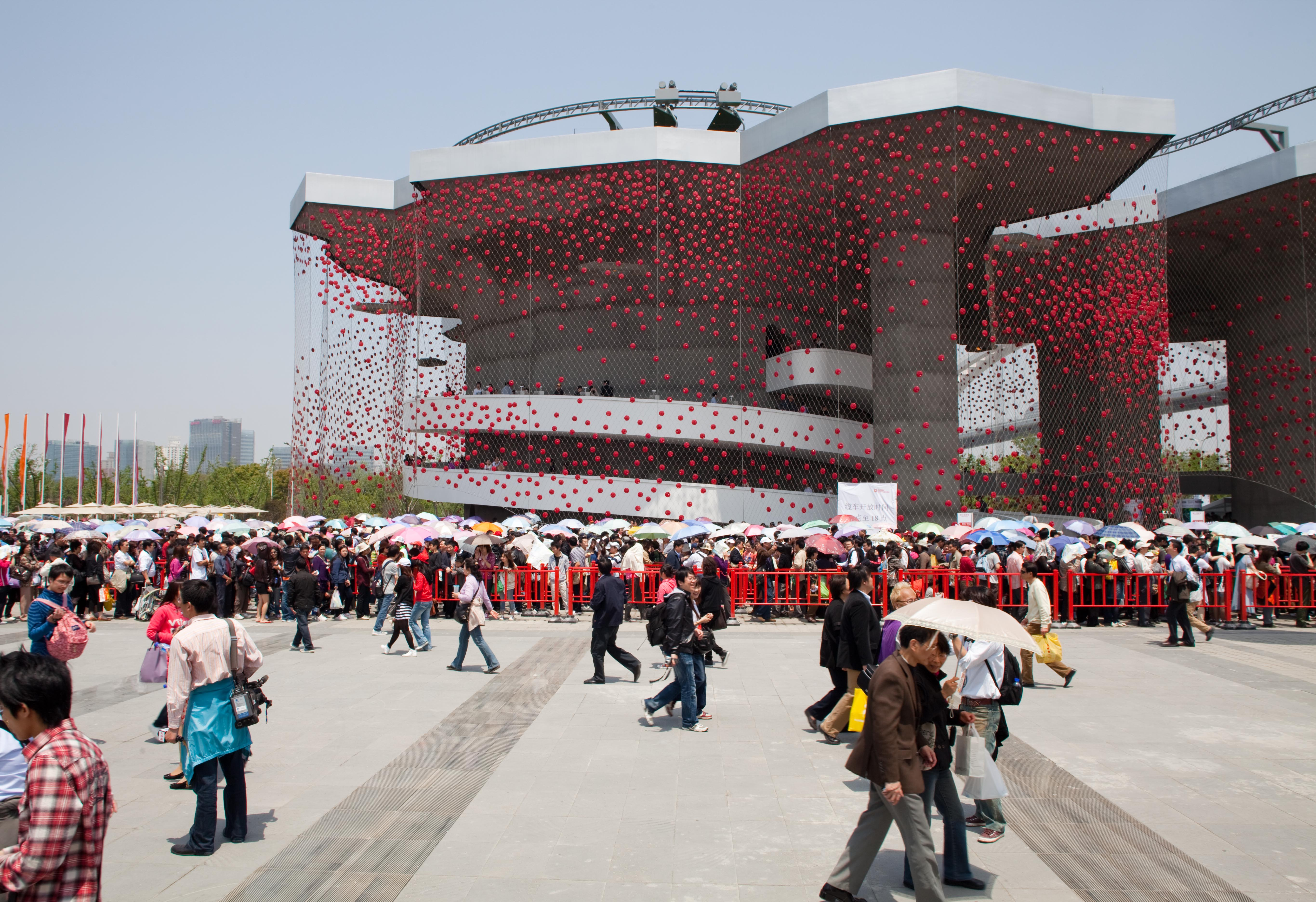
Der offizielle Schweizer Pavillon an der Expo 2010 in Shanghai

Präsenz Schweiz ist eine Organisationseinheit im Generalsekretariat des Eidgenössischen Departements für auswärtige Angelegenheiten (EDA) und befasst sich mit Fragen der Public Diplomacy und des Nation Branding. Sie ist in diesen Bereichen für den Auftritt der Schweiz im Ausland zuständig. Die gesetzlich festgelegten ständigen Aufgaben der Landeskommunikation sind u. a. die Förderung der Visibilität der Schweiz im Ausland.
Präsenz Schweiz realisiert diesen Auftrag zum Beispiel mit Auftritten der Schweiz an internationalen Grossveranstaltungen wie den Weltausstellungen (letztmals an der Expo 2017 in Astana, nächstmals an der Expo 2020 in Dubai) oder den Olympischen Spielen (House of Switzerland).

### Schweizerische Reisekasse REKA

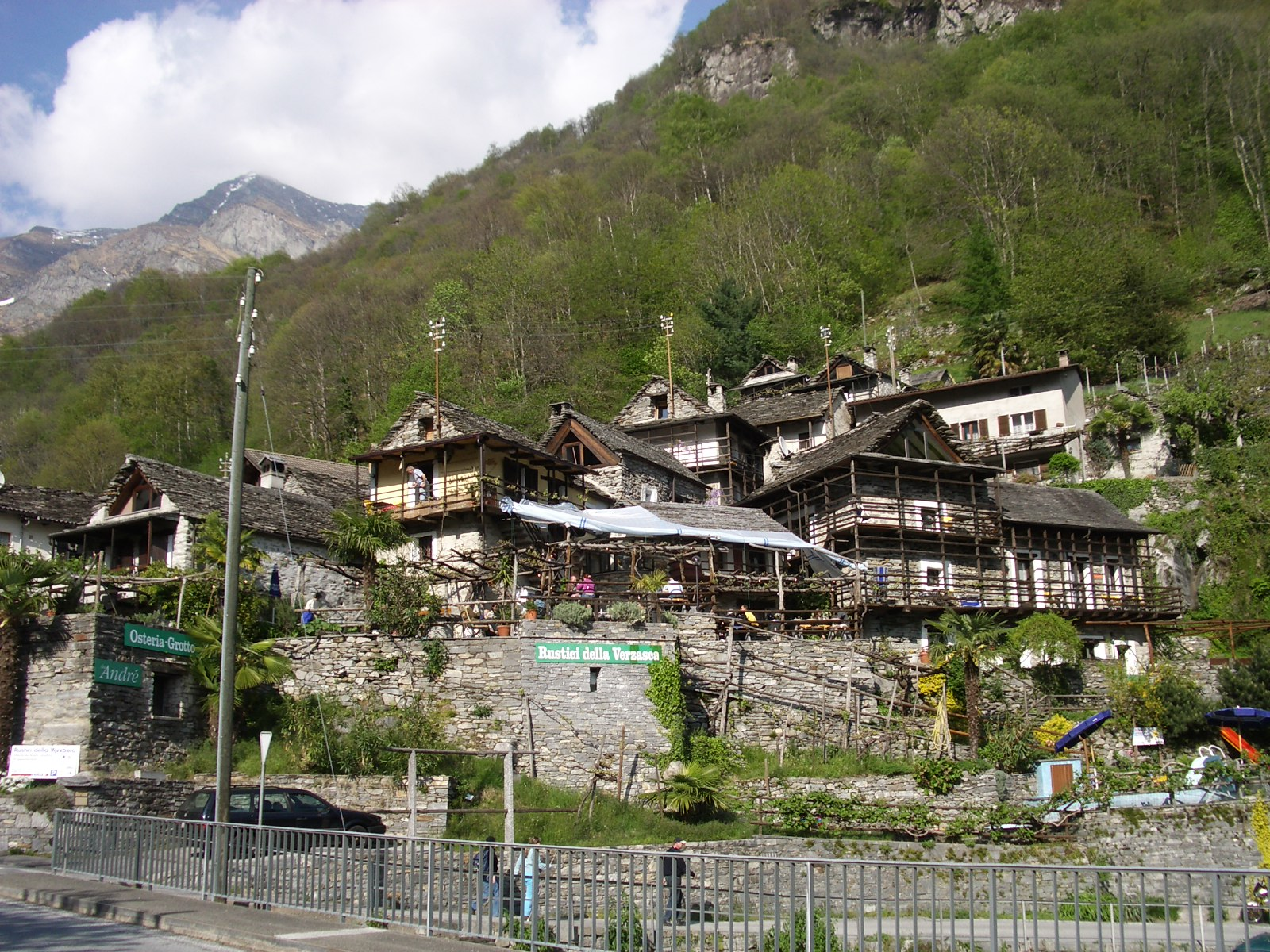
Reka-Feriensiedlung Rustici della Verzasca in Berzona/Vogorno

Die in der Rechtsform einer Genossenschaft 1939 von Gewerkschaften und dem Fremdenverkehrsverband als Non-Profit-Organisation gegründete Schweizer Reisekasse ist die bedeutendste Organisation für Sozialtourismus in der Schweiz. Sie gehört zu den führenden Vermietern von Ferienwohnungen, Campingunterkünften und Hotels im In- und Ausland.